# Nebroden-Meerträubel
Das Nebroden-Meerträubel (Ephedra major Host, Syn.: Ephedra nebrodensis Tineo), auch Großes Meerträubel genannt, ist eine Pflanzenart aus der Gattung der Meerträubel (Ephedra).

## Merkmale
Das Nebroden-Meerträubel ist ein mehr oder weniger büscheliger und stark verzweigter Strauch, der Wuchshöhen bis zu 1 Meter erreicht. Die Äste sind grün, schachtelhalmartig, rau und nicht zerbrechlich. Die Blätter sind reduziert zu verwachsenen Schuppen an den Knoten. Sie sind bis zu 2 Millimeter lang, in der Jugend grün und verfärben sich im Alter kastanienbraun. Die Staubblätter befinden sich in den Achseln der rundlichen Tragblätter. Sie sind zu Zapfen vereinigt, welche in Gruppen von 2 bis 4 Paaren zusammenstehen. Die Staubbeutel öffnen sich oben mit Poren. Weibliche Zapfen weisen 2 Paare Brakteen auf. Diese umgeben die in der Regel 2 Samen, die ellipsoid und miteinander verwachsen sind. Zur Fruchtzeit sind die Brakteen fleischig und gelblich oder rot. Sie bilden eine 7 Millimeter lange Scheinfrucht, welche die Samen völlig bedeckt.
Die Chromosomenzahl beträgt 2n = 14.

## Verbreitung und Standorte
Das Nebroden-Meerträubel kommt im Mittelmeerraum vor, außerdem auf den Kanaren und südlich bis Mauretanien vor. Es wächst auf trockenen und kalkhaltigen Standorten, auf Felsfluren und auf Gips.

## Taxonomie
Ephedra major Host hat folgende Synonyme: Ephedra nebrodensis Tineo, Ephedra graeca C.A.Mey., Ephedra equisetiformis Webb & Berthel., Ephedra vulgaris Willk. und Ephedra villarsii Gren. & Godr.